# Марктродах
Марктродах (нім. Marktrodach) — торгова громада в Німеччині, розміщена в землі Баварія. Підпорядковується адміністративному округу Верхня Франконія. Входить до складу району Кронах.
Площа — 33,22 км2. Населення становить 3741 ос. (станом на 31 грудня 2020).